# ويل سميث (لاعب دوري الرغبي)
ويل سميث (بالإنجليزية: Will Smith)‏ هو لاعب دوري الرغبي أسترالي، ولد في 3 يوليو 1992 في نيوكاسل في أستراليا.